# Douzaine de boulanger
La douzaine de boulanger, traduction de the baker's dozen, est une expression employée dans les pays anglo-saxons, équivalent de l'expression française « treize à la douzaine », pour signifier qu'un commerçant offre une treizième unité d'un produit habituellement vendu par douze. L'origine de cette expression remonte à un édit royal anglais du XIIIe siècle.

## The long measure
Un édit du roi Henri III d'Angleterre (1216-1272), connu comme Assize of Bread ans Ale, régissait le commerce du pain et de la bière et était destiné à lutter contre les fraudes des commerçants qui tendaient à fausser les mesures à leur avantage, au détriment des clients. Ainsi, pour éviter toute accusation, les boulangers se voyaient imposer d'ajouter une unité à toute douzaine vendue : treize pains pour douze. Le boulanger prévoyait généralement d'ajouter cette unité au moment de la préparation et de la cuisson, au cas où l'un des pains soit brûlé ou gâté d'une manière ou d'une autre. Cette loi fut connue à l'époque comme The long measure (« la mesure longue »).

## Usages modernes

Treize unités dans un rangement rectangulaire, disposition 3+2+3+2+3 avec un ratio approchant 3:2

Treize unités dans un rangement rectangulaire, disposition 4+5+4 avec un ratio près de 11:6

La « douzaine de boulanger » trouve aujourd'hui une application rationnelle dictée par l'emballage. En effet, des objets circulaires ou cylindriques comme des pains, des gâteaux, des biscuits, occupent au maximum l'espace dans le bac où ils sont placés pour la cuisson s'ils sont au nombre de 13, plutôt que 12. Cette disposition évitant les vides importants favorise une cuisson homogène. Le ratio des emballages actuels étant de 3:2, on gagne également de la place dans le stockage et l'expédition.

## Légende américaine deThe Baker's Dozen
Baas (Boss) Volckert Jan Pietersen Van Amsterdam, Hollandais installé à Albany comme boulanger et pâtissier, est connu  pour ses spécialités, les premiers gâteaux new-yorkais et les bonshommes de pain d'épice. Homme profondément religieux, sa seule crainte était d'être ensorcelé. Un soir de la fin de l'année 1654, une horrible vieille femme entra dans sa boutique, et lui demanda en criant une douzaine de gâteaux de Noël. Quand elle fut servie, elle récrimina, exigeant une douzaine, arguant qu'il n'y avait que douze gâteaux (en anglais, il y a une différence significative entre les mots dozen et twelve). Le boulanger a beau expliquer que douze, c'est une douzaine, la vieille continue d'exiger treize gâteaux. Alors Volckert envoie la vieille au diable. À compter de ce moment, tout tourne mal pour lui : ses gâteaux sont volés, son pain devient si léger qu'il s'envole par la cheminée, ou si lourd qu'il crève le four, sa famille connaît les pires difficultés. La vieille femme revient à plusieurs reprises et est renvoyée rudement chaque fois. Finalement, désespéré, Volckert lance une prière à saint Nicolas, patron des fêtes hollandaises. Le saint apparaît, et conseille au boulanger d'être un peu plus charitable envers ses contemporains. Quand la vieille réapparaît, Volckert lui donne enfin ses treize gâteaux. Elle lui fait jurer, sur une effigie en pain d'épice de saint Nicolas, qu'il en sera toujours ainsi. Les affaires reprennent, le boulanger retrouve sa prospérité, et depuis ce temps la douzaine du boulanger est de treize.

## Variante
Aux États-Unis, on emploie le mot lagniappe pour désigner un petit supplément offert par un commerçant, sans qu’il soit aussi systématique que « treize à la douzaine » : du persil avec des légumes, une friandise, etc. Ce mot est venu de Louisiane : d’origine quechua, yapa, il a été adopté par les Espagnols qui occupaient la Louisiane (la yapa, la ñapa) puis par les Français (la gniappe).

## Sources
- Charles Montgomery Skinner, Myths and Legends of our own Land, 1896, Philadelphia, J.-B. Lippincott company